# Pasajul Muncii
Pasajul Muncii din București a fost construit în 1985 și face legătura între Șoseaua Mihai Bravu, Calea Călărașilor, Bulevardul Decebal și Bulevardul Basarabia.
Pasajul Muncii, acoperă șoseaua Mihai Bravu pe o lungime de 124 de metri și este încadrat de două rampe de 200 de metri în partea de nord spre Vatra Luminoasă, respectiv 169,28 metri în sud spre strada Baba Novac. El asigură un gabarit de liberă trecere confortabil de 5 metri. Pasajul asigură prin partea de vest continuarea traficului din centrul capitalei dinspre Piața Unirii prin Calea Călărașilor, șoseaua Matei Basarab, bulevardul Unirii, bulevardul Decebal spre estul capitalei, prin bulevardul Basarabiei, precum și ieșirea spre localitatea Călărași pe DN3.
În luna decembrie 2010 a început reabilitarea Pasajului Muncii. A fost refăcută structura de rezistență a pasajului, hidroizolația pasajului, iar la suprafață a fost amenajat un mic parc și o fântână arteziană. În septembrie 2011 au început lucrările la supralărgire a bretelelor laterale de lângă pasaj la două și respectiv trei benzi pe sens în funcție de segment, dar și la trotuare și la reabilitarea interioară a pasajului prin placare cu materiale estetice și fonoabsorbante. Deși termenul inițial de predare era de doi ani, pentru că a fost nevoie să fie refăcute proiectele și s-au făcut o serie întreagă de relocări de utilități, lucrările au durat peste patru ani.